# Elena Di Pinto
Elena Cayetana Di Pinto Revuelta, natural de Nápoles es una filóloga y poetisa hispano-italiana afincada en Madrid y autora de distintas obras de crítica literaria.

## Obra
Especializada en el estudio de lo burlesco en el Siglo de Oro, Elena Di Pinto se doctoró en 2003 con la tesis La tradición escarramanesca en el teatro del Siglo de Oro, dirigida por José María Díez Borque y publicada dos años más tarde, centrada en el Escarramán, voz que da nombre a un personaje y a un baile del Siglo de Oro.

## Libros
- La tradición escarramanesca en el teatro del siglo de oro, Madrid, Vervuert, 2005. ISBN 84-8489-206-9
- La otra cara de Calderón: "Céfalo y Pocris", comedia burlesca, Madrid, 1998.

## Obras colectivas
- "El mosquito de lindo don Diego: ¿con afán de entomólogo?", en Moretiana: adversa y próspera fortuna de Agustín Moreto / coord. por María Luisa Lobato, Juan Antonio Martínez Berbel, 2008, ISBN 978-84-8489-400-1, pags. 357-371
- "La obligación de los celos en dos comedias de Enríquez Gómez", en La pasión de los celos en el teatro del Siglo de Oro: actas del II Curso sobre teoría y práctica del teatro / coord. por Remedios Morales Raya, Miguel González Dengra, 2007, ISBN 978-84-338-4622-8, pags. 123-142
- "Galería de retratos: figura, figurilla y figurón", en Locos, figurones y quijotes en el teatro de los Siglos de Oro: actas selectas del XII Congreso de la Asociación Internacional de Teatro Español y Novohispano de los Siglos de Oro: Almagro, 15, 16 y 17 de julio de 2005 / coord. por Germán Vega García-Luengos, Rafael González Cañal, 2007, ISBN 978-84-8427-546-6, pags. 99-110
- "Dos caras para un verdugo: Rojas Zorrilla y Matos Fragoso", en Rojas Zorrilla en su IV centenario: Congreso Internacional (Toledo, 4-7 de octubre de 2007), 2007, ISBN 978-84-8427-656-2, pags. 561-574
- "El peso de la tradición escarramanesca: un "mínimo" soneto escarramado", La literatura popular impresa en España y en la América colonial : formas y temas, géneros, funciones, difusión, historia y teoría / coord. por Pedro M. Cátedra, María Gemma Sánchez Pérez, 2006, ISBN 84-9346697-3-, pags. 65-75
- "La tradición escarramanesca en la comedia burlesca", Actas del Congreso "El Siglo de Oro en el Nuevo Milenio" / coord. por Carlos Mata Induráin, Miguel Zugasti, Vol. 1, 2005, ISBN 84-313-2312-4, pags. 547-560
- "Relación burlesca de los Hechos de un jaque y sus hazañas", Memoria de la palabra: Actas del VI Congreso de la Asociación Internacional Siglo de Oro, Burgos-La Rioja 15-19 de julio de 2002 / coord. por María Luisa Lobato López, Francisco Domínguez Matito, Vol. 1, 2004, ISBN 84-89-132-1, pags. 629-646
- "Memorias de la galera: dos espacios distintos en dos bailes", Atti del XXI Convegno [Associazione Ispanisti Italiani]: Salamanca 12-14 settembre 2002 / coord. por Domenico Antonio Cusato, Loretta Frattale, Gabriele Morelli, Pietro Tarovacci, Belén Tejerina, Vol. 1, 2004 (Letteratura della memoria), ISBN 88-86897-33-2, pags. 119-132
- "Los mecanismos de la risa: de Auristela y Lisidante y Celos, aun del aire, matan a Céfalo y Pocris", Calderón 2000: homenaje a Kurt Reichenberger en su 80 cumpleaños: actas del Congreso Internacional, IV centenario del nacimiento de Calderón, Universidad de Navarra, septiembre de 2000, Vol. 1, 2002, ISBN 3-935004-58-3, pags. 997-1006
- "De cuernos y de celos: un problema de intertextualidad entre Straparola, Bandello y Cervantes (el dulce novelar de los tres autores)", Amor y Erotismo en la Literatura: Congreso Internacional Amor y Erotismo en la Literatura / Vicente González Martín (aut.), 1999, ISBN 84-87132-85-5, pags. 267-276
- Voces nuevas : (VI selección de poetisas), Madrid, Torremozas, 1989, ISBN 84-7839-026-X

## Artículos
- "Sancho el del Campillo: Jácara y baile entremesado", Diálogos hispánicos de Ámsterdam, ISSN 0929-2217, N.º 24, 2004 (Ejemplar dedicado a: Literatura y Transgresión (En homenaje al profesor Manuel Ferrer Chivite)), pags. 241-257
- "Entre bestias anda el juego" o la tradición animalística clásica en Lo fingido verdadero de Lope de Vega", Cuadernos de filología clásica: Estudios latinos, ISSN 1131-9062, N.º 17, 1999, pags. 199-217

## Enlaces
- Memorias de la Galera
- Reseña de Guillermo Carrascón